# Arquidiocese de Albi
A Arquidiocese de Albi (Archidiœcesis Albiensis) é uma circunscrição eclesiástica da Igreja Católica situada em Albi, França. Seu atual arcebispo é Jean-Louis Balsa. Sua Sé é a Catedral de Santa Cecília de Albi.
Possui 507 paróquias servidas por 125 padres, abrangendo uma população de 399 108 habitantes, com 79,2% da dessa população jurisdicionada batizada (291 000 católicos).

## História
Segundo a tradição, o primeiro evangelizador e protobispo da diocese de Albi é São Claro, que seria sucedido por seu discípulo Antimo. O primeiro bispo historicamente documentado é Diogeniano, mencionado por Gregório de Tours no início do século V. Depois dele, Sabino participou do concílio de Agde em 506.
A civitas Albigensium fazia parte da província romana de Aquitania prima, como testemunhado pela Notitia Galliarum do início do século V. A diocese, portanto, dependia como sufragânea da sede metropolitana de Bourges.
No final do século XII, o catarismo estabeleceu-se em todo o Languedoc através da pregação nas aldeias: espalhou-se especialmente na diocese de Albi, a tal ponto que os cátaros foram simplesmente chamados de albigenses. Uma verdadeira cruzada foi lançada contra eles no século XIII, chamada Cruzada Albigense, solicitada por Raimundo VI de Toulouse no Quarto Concílio de Latrão em 1215; declarados hereges, os albigenses foram erradicados em meados do século, com a força das armas e com o trabalho da inquisição, criada precisamente para esta ocasião.
Em 29 de dezembro de 1296 a diocese de Albi tornou-se a segunda diocese francesa, depois da de Rodez, a adotar o rito romano.
Em 3 de outubro de 1678 foi elevada à categoria de arquidiocese metropolitana com a bula Triumphans Pastor  do Papa Inocêncio XI: as dioceses de Rodez, Castres, Vabres, Cahors e Mende foram designadas como sufragâneas.
Na sequência da concordata de 1801 com a bula Qui Christi Domini do Papa Pio VII de 29 de novembro de 1801, a arquidiocese de Albi foi suprimida e o seu território foi agregado ao da diocese de Montpellier (hoje arquidiocese).
Em junho de 1817, foi estipulada uma nova concordata entre a Santa Sé e o governo francês, à qual foi seguida, em 27 de julho, a bula Commissa divinitus, com a qual o papa restaurou a sé de Albi; Charles Brault, transferido da sé de Bayeux, foi nomeado arcebispo. No entanto, como a concordata não entrou em vigor por não ter sido ratificada pelo Parlamento de Paris, a nomeação de Brault não teve efeito.
Em 6 de outubro de 1822, em virtude da bula Paternae charitatis do mesmo Papa Pio VII, a arquidiocese foi definitivamente restabelecida, obtendo o seu território da diocese de Montpellier. Nesta ocasião Charles Brault conseguiu deixar a sede de Bayeux e tomar posse de sua nova residência. A nova província eclesiástica incluía as anteriores sufragâneas de Rodez, Cahors e Mende, e a nova sufragânea de Perpignan.
Em 17 de fevereiro de 1922, os arcebispos de Albi tiveram o privilégio de acrescentar ao seu título o de bispos de Castres e Lavaur, sés suprimidas que se enquadram na atual diocese.
Em 8 de dezembro de 2002 a arquidiocese de Albi perdeu sua dignidade metropolitana e passou a fazer parte da província eclesiástica da arquidiocese de Toulouse; no entanto, manteve o posto de arquidiocese.

## Prelados
- São Claro †
- Antimo †
- Diogeniano † (início do Século V)
- Anemio ? † (mencionado em 451)[11]
- Sabino † (mencionado em 506)
- Ambrósio † (mencionado em 549)
- São Sálvio † (circa 574 ou 575 - 584)
- Desidério †[12]
- Didão † (na época do Papa Gregório I)[13]
- Fredemundo † (mencionado em 614)
- Constanço † (antes de 627 - depois de 640/647)
- Ricardo † (mencionado em 673/675)
- Citroíno † (mencionado em 692)[14]
- Santo Amarando †[15]
- Hugo † (mencionado em 722)
- João † (mencionado em 734)
- Verdato † (mencionado em 812)
- Guilherme I † (mencionado em 825)
- Balduíno † (mencionado em 844)
- Pandério † (mencionado em 854)[16]
- Lupo † (antes de 869 - depois de 879)[17]
- Elísio † (mencionado em 886)
- Adoleno † (887 - depois de 891)
- Godelrico † (mencionado em 920)[18]
- Paterno † (mencionado em 921)
- Angelvino † (mencionado em 936)
- Mirão † (mencionado em 941)
- Bernardo † (antes de 961 - depois de 967)[19]
- Frotário † (antes de 972 - 987)[20]
- Amélio I † (mencionado em 987)[21]
- Hingelbino † (mencionado em 990)[22]
- Honorato † (mencionado em 992)
- Amblardo † (mencionado em 998)[23]
- Amélio II † (antes de 1020 - circa 1040)[24]
- Guilherme II † (antes de 1041 circa - depois de 1054)
- Aldegaire I †[25]
- Frotardo † (1062 - 1079)
- Guilherme de Poitiers † (1079 - depois de 1090)
- Gauthier † (mencionado em 1096)
- Hugues II † (antes de 1098 - depois de 1099)
- Aldegaire II † (mencionado em 1103)[26]
- Arnaud de Cessenon † (1103 - ? )[27]
- Adelgaire III de Penne † (antes de 1108 ou 1109 - depois de 1110)
- Sicard † (mencionado em 1115)
- Bertrand † (1115 - 1125)
- Humbert de Géraud † (1125 - depois de 1133)[28]
- Hugues III † (1136 - 1143)
- Rigaud † (1043 ou 1144 - depois de 1155)
- Guillaume de Pierre † (1157 - depois de 1177)
- Gérard † (mencionado em 1176)[29]
- Claudio de Andria † (mencionado em 1183)
- Guillaume de Pierre de Brens † (1185 - 1227)
- Durand † (1228 - 1254)
- Bernard de Combret † (1254 - 1271)
  - Sede vacante (1271-1276)
- Bernard de Castanet † (1276 - 1308)
- Bertrand des Bordes † (1308 - 1310)
- Géraud † (1311 - 1313)
- Béraud de Farges † (1313 - 1333)
- Pierre de Vie † (1334 - 1336)
- Bernard de Camiet † (1337 - 1337)
- Guillaume de Court Novel, O.Cist. † (1337 - 1338)
- Pectin de Montesquieu † (1339 - 1350)
- Arnauld Guillaume de La Barthe † (1350 - circa 1354)
- Hugues Aubert † (1354 - 1379)
- Domenico da Firenze, O.P. † (1379 - 1382)
- Jean de Saie † (1382 - 1383)
- Guillaume de la Voulte † (1383 - 1392)
  - Pierre † (1386 - 1392 ou 1393) (pseudobispo)
- Domenico da Firenze, O.P. † (1392 - 1410) (pela segunda vez)
- Pierre de Neveu † (1410 - 1434)
- Robert d'Auvergne, O.S.B. † (1434 - 1461)
- Bernard de Cazilhac † (1461 - 1462)
- Jean Jouffroy, O.Clun. † (1462 - 1473)
- Luigi I d'Amboise † (1474 - 1503)
- Luigi II d'Amboise † (1503 - 1510)
  - Robert Guibé † (1510 - 1513) (administrador apostólico)
  - Giulio de' Medici † (1513 - ?) (administrador apostólico)
- Charles Robertet † (1515 - 1515)
- Jean-Jacques Robertet † (1515 - 1518 ou 1519)
  - Adrian Gouffier de Boissy † (1519 - 1523[30]) (administrador apostólico)
- Aymar de Gouffier, O.S.B. † (1524 - 1528)
  - Antoine Duprat † (1528 - 1535) (administrador apostólico)
  - Jean de Lorraine † (1535 - 1550) (administrador apostólico)
  - Louis de Guise † (1550 - 1551 ou 1554) (administrador apostólico)
  - Lorenzo Strozzi † (1551 ou 1561 - 1568) (administrador apostólico)
- Filippo de Rodolfis † (1568 - 1574)
- Giuliano di Pierfrancesco de' Medici † (1575 ou 1576 - 1588)
- Alphonse I d'Elbène † (1588 - 1608)
- Alphonse II d'Elbène † (1608 - 1634)
- Gaspard de Daillon du Lude † (1636 - 1674)
  - Sede vacante (1674-1678)
- Giacinto Serroni, O.P. † (1678 - 1687)
  - Sede vacante (1687-1693)
- Charles Le Goux de la Berchère † (1693[31] - 1703)
- Henri de Nesmond † (1703 - 1722)
- Armand Pierre de la Croix de Castries † (1722 - 1747)
- Dominique de La Rochefoucald † (1747 - 1759)
- Léopold-Charles de Choiseul-Stainvill † (1759 - 1764)
- François-Joachim de Pierre de Bernis † (1764 - 1794)
- François de Pierre de Bernis † (1794 - 1801)
  - Sede soppressa (1801-1822)
- Charles Brault † (1817 - 1833)
- François-Marie-Edouard de Gualy † (1833 - 1842)
- Jean-Joseph-Marie-Eugène de Jerphanion † (1843 - 1864)
- Jean-Paul-François-Marie-Félix Lyonnet † (1865 - 1875)
- Etienne-Emile Ramadié † (1876 - 1884)
- Jean-Emile Fonteneau † (1884 - 1899)
- Eudoxe-Irénée-Edouard Mignot † (1899 - 1918)
- Pierre-Célestin Cézerac † (1918 - 1940)
- Jean-Joseph-Aimé Moussaron † (1940 - 1956)
- Jean-Emmanuel Marquès † (1957 - 1961)
- Claude Dupuy † (1961 - 1974)
- Robert-Joseph Coffy † (1974 - 1985)
- Joseph-Marie-Henri Rabine † (1986 - 1988)
- Roger Lucien Meindre † (1989 - 1999)
- Pierre-Marie Carré (2000 - 2010)
- Jean Marie Henri Legrez, O.P. (2011 - 2023)
- Jean-Louis Balsa (desde 2023)